# Leiva (kommun)
Leiva är en kommun i Spanien. Den ligger i den autonoma regionen La Rioja i norra delen av landet, 240 km nordost om huvudstaden Madrid. Antalet invånare är 245 (2024). Arean är 12,71 kvadratkilometer.